# Bornshain
Bornshain ist ein Ortsteil der Gemeinde Nobitz im Landkreis Altenburger Land in Thüringen.

## Lage
Der Ortsteil Bornshain liegt im Süden der Gemeinde Nobitz zwei Kilometer nördlich von Gößnitz auf einer Höhe links der Pleiße. Die Kreisstraße 512 verbindet das Dorf mit der Bundesstraße 93. Geologisch gesehen befindet sich das Dorf am südlichen Rande der Leipziger Tieflandsbucht im Altenburger-Schmöllner Lösshügelland.

## Geschichte
Der ursprüngliche Ortsname „Borneaw“ ist slawischen Ursprungs. Im Jahre 1171 wurde das Dorf erstmals urkundlich erwähnt. Bornshain gehörte zum wettinischen Amt Altenburg, welches ab dem 16. Jahrhundert aufgrund mehrerer Teilungen im Lauf seines Bestehens unter der Hoheit folgender Ernestinischer Herzogtümer stand: Herzogtum Sachsen (1554 bis 1572), Herzogtum Sachsen-Weimar (1572 bis 1603), Herzogtum Sachsen-Altenburg (1603 bis 1672), Herzogtum Sachsen-Gotha-Altenburg (1672 bis 1826). Bei der Neuordnung der Ernestinischen Herzogtümer im Jahr 1826 kam der Ort wiederum zum Herzogtum Sachsen-Altenburg.
Nach der Verwaltungsreform im Herzogtum gehörte er bezüglich der Verwaltung zum Ostkreis (bis 1900) bzw. zum Landratsamt Ronneburg (ab 1900). Das Dorf gehörte ab 1918 zum Freistaat Sachsen-Altenburg, der 1920 im Land Thüringen aufging. 1922 kam es zum Landkreis Altenburg.
Bei der zweiten Kreisreform in der DDR wurden 1952 die bestehenden Länder aufgelöst und die Landkreise neu zugeschnitten. Somit kam Bornshain mit dem Kreis Schmölln an den Bezirk Leipzig, der seit 1990 als Landkreis Schmölln zu Thüringen gehörte und 1994 im Landkreis Altenburger Land aufging. Am 25. August 1961 wurde Bornshain nach Taupadel eingemeindet. Mit dem Aufgehen der Gemeinde Taupadel in der Einheitsgemeinde Saara wurde Goldschau am 1. Januar 1996 ein Ortsteil dieser Gemeinde, bis diese wiederum am 31. Dezember 2012 zu Nobitz kam.
Derzeit leben 157 Einwohner im Ort. Die Neidamühle zu Bornshain stand an der alten Handelsstraße gen Süden. Sie existiert seit 800 Jahren und ist noch in Besitz der Nachkommen des Erbauers.